# Liste der Monuments historiques in Le Gault-Soigny
Die Liste der Monuments historiques in Le Gault-Soigny führt die Monuments historiques in der französischen Gemeinde Le Gault-Soigny auf.

## Liste der Objekte
| Bezeichnung                                      | Beschreibung | Standort                                           | Kennzeichnung | Schutzstatus | Datum | Bild |
| ------------------------------------------------ | --- | -------------------------------------------------- | ------------- | ------------ | ----- | ---- |
| Retabel                                          | Holz, farbig gefasst, 17. Jahrhundert | Le Gault-la-Forêt, in der Kirche St-Nicolas (Lage) | PM51000446    | Classé       | 1974  |      |
| Skulptur Heiliger Eligius                        | Stein, farbig gefasst, 17. Jahrhundert | Le Gault-la-Forêt, in der Kirche St-Nicolas (Lage) | PM51002127    | Classé       | 1974  |      |
| Skulptur Madonna mit Kind                        | Stein, farbig gefasst, 16. Jahrhundert | Soigny, in der Kirche St-Pierre (Lage)             | PM51002234    | Inscrit      | 1975  |      |
| Tabernakeltür Madonna mit Kind                   | Bronze, vergoldet, um 1525; in der Schatzkammer der Kathedrale von Troyes deponiert                                                                                   | Le Gault-la-Forêt, in der Kirche St-Nicolas (Lage) | PM51001714    | Classé       | 2000  |      |
| Hauptaltar                                       | Altartisch und Baldachin; Marmor, Stuck, 19. Jahrhundert | Le Gault-la-Forêt, in der Kirche St-Nicolas (Lage) | PM51002128    | Inscrit      | 1974  |      |
| Skulptur Heiliger Nikolaus                       | Stein, 17. Jahrhundert | Le Gault-la-Forêt, in der Kirche St-Nicolas (Lage) | PM51003093    | Inscrit      | 1980  |      |
| Taufbecken                                       | Stein, 12. Jahrhundert | Le Gault-la-Forêt, in der Kirche St-Nicolas (Lage) | PM51000441    | Classé       | 1974  |      |
| Kirchenfenster Martyrium des heiligen Laurentius | aus dem 16. Jahrhundert | Le Gault-la-Forêt, in der Kirche St-Nicolas (Lage) | PM51000444    | Classé       | 1974  |      |
| Glocke Maria                                     | Bronze, 1479 gegossen | Le Gault-la-Forêt, in der Kirche St-Nicolas (Lage) | PM51003764    | Classé       | 1990  |      |
| 38 Zierplättchen                                 | vom Albans- bzw. Bernhardsschrein; Email auf Kupfer, Kupfer, vergoldet, drittes Viertel des 12. Jahrhunderts; in der Schatzkammer der Kathedrale von Troyes deponiert | Le Gault-la-Forêt, in der Kirche St-Nicolas (Lage) | PM51000440    | Classé       | 1969  |      |
| Kirchenfenster                                   | aus dem 16. Jahrhundert | Le Gault-la-Forêt, in der Kirche St-Nicolas (Lage) | PM51000442    | Classé       | 1974  |      |
| Kirchenfenster Adam und Eva                      | aus dem 16. Jahrhundert | Le Gault-la-Forêt, in der Kirche St-Nicolas (Lage) | PM51000443    | Classé       | 1974  |      |
| Pietà                                            | Stein, farbig gefasst, 16. Jahrhundert | Le Gault-la-Forêt, in der Kirche St-Nicolas (Lage) | PM51000445    | Classé       | 1974  |      |
| Marienaltar                                      | Altartisch, Tabernakel, Retabel und Skulptur; Holz, Stein, Anfang des 19. Jahrhunderts                                                                                | Le Gault-la-Forêt, in der Kirche St-Nicolas (Lage) | PM51003653    | Inscrit      | 1996  |      |